# 임정길
임정길(1977년 11월 29일~)은 대한민국의 성우로, 2009년 한국방송 성우극회 공채 34기로 입사했다.

## 주요 출연작품

### 애니메이션
- 헬로 카봇 (KBS) - 폰
- 헬로 카봇 유니버스 (SBS) - 이구아드랍쿵
- 헬로 카봇 스타가디언 (SBS) - 폰 X

### 영화
- 열혈남아 (KBS) - 아오의 애인(장숙평) / 와세의 장인(방강휘)
- 티벳에서의 7년 (KBS) - 중국 장군(영화용)
- 데이비드 게일 (KBS) - 총장(클리프 스티븐스)
- 조조: 황제의 반란 (KBS) - 허저(지정)

### 외화
- 닥터 후 (KBS) - 조(다니엘 피리)
- 삼국지 (KBS) - 성문지기 / 사공
- 초한지 (KBS) - 조참 / 백정

### 게임
- 던전 앤 파이터 - 잭터 이글아이